# Mississípi em Chamas

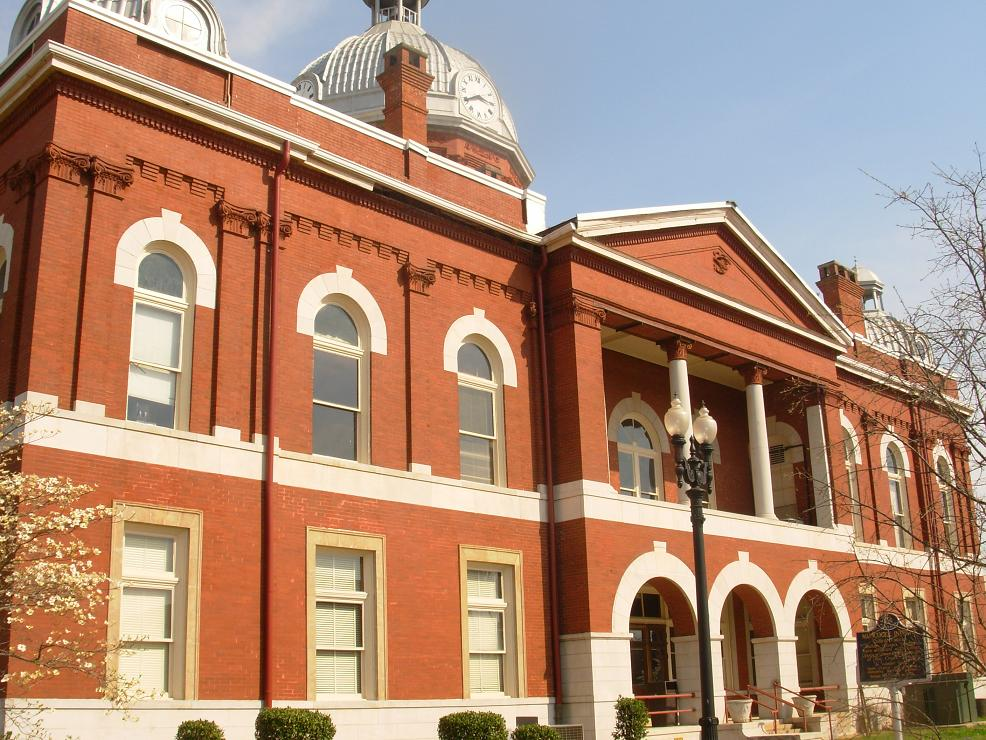
O tribunal do condado de Chambers, em La Fayette, foi utilizado como cenário no filme

Mississippi Burning (bra/prt: Mississípi em Chamas) é um filme norte-americano de 1988, do gênero drama, dirigido por Alan Parker e com roteiro de Chris Gerolmo.

## Elenco
- Gene Hackman ....... agente Rupert Anderson
- Willem Dafoe ....... agente Alan Ward
- Frances McDormand ....... sra. Pell
- Brad Dourif ....... deputado Clinton Pell
- R. Lee Ermey ....... prefeito Tilman
- Gailard Sartain ....... xerife Ray Stuckey
- Stephen Tobolowsky ....... Clayton Townley
- Michael Rooker ....... Frank Bailey

## Prêmios e indicações
| Prêmio/evento               | Categoria                   | Recipiente                            | Resultado                 |
| --------------------------- | --------------------------- | ------------------------------------- | ------------------------- |
| Oscar 1989                  | Melhor fotografia           | Peter Biziou                          | Venceu                    |
| Oscar 1989                  | Melhor ator                 | Gene Hackman                          | Indicado                  |
| Oscar 1989                  | Melhor atriz coadjuvante    | Frances McDormand                     | Indicado                  |
| Oscar 1989                  | Melhor direção              | Alan Parker                           | Indicado                  |
| Oscar 1989                  | Melhor edição               | Gerry Hambling                        | Indicado                  |
| Oscar 1989                  | Melhor filme                | Frederick Zollo, Robert F. Colesberry | Indicado                  |
| Oscar 1989                  | Melhor som                  | Danny Michael                         | Indicado                  |
| BAFTA 1990                  | Melhor cinematografia       | Peter Biziou                          | Venceu                    |
| BAFTA 1990                  | Melhor montagem             | Gerry Hambling                        | Venceu                    |
| BAFTA 1990                  | Melhor som                  | Danny Michael                         | Venceu                    |
| BAFTA 1990                  | Melhor diretor              | Alan Parker                           | Indicado                  |
| BAFTA 1990                  | Melhor banda sonora         | Trevor Jones                          | Indicado                  |
| Festival de Berlim 1989     | Melhor ator (Urso de Prata) | Gene Hackman                          | Venceu                    |
| Festival de Berlim 1989     | Melhor filme (Urso de Ouro) | Frederick Zollo, Robert F. Colesberry | Indicado                  |
| Globo de Ouro               | Melhor direção              | Alan Parker                           | Indicado                  |
| Globo de Ouro               | Melhor filme - drama        | Frederick Zollo, Robert F. Colesberry | Indicado                  |
| Globo de Ouro               | Melhor ator - drama         | Gene Hackman                          | Indicado                  |
| Globo de Ouro               | Melhor roteiro              | Chris Gerolmo                         | Indicado                  |
| Political Film Society 1990 | Direitos Humanos            |                                       | Venceu[carece de fontes?] |

## Sinopse
O filme conta, de maneira fictícia, a investigação do desaparecimento de três ativistas dos direitos civis feita por dois agentes do FBI no estado do Mississippi.